# Eagle Rock (chanson)
Pour les articles homonymes, voir Eagle Rock.
Singles de Daddy Cool
Come Back Again
(septembre 1971)
Eagle Rock est une chanson du groupe de rock australien Daddy Cool sortie en 1971.

## Histoire

### Composition et enregistrement

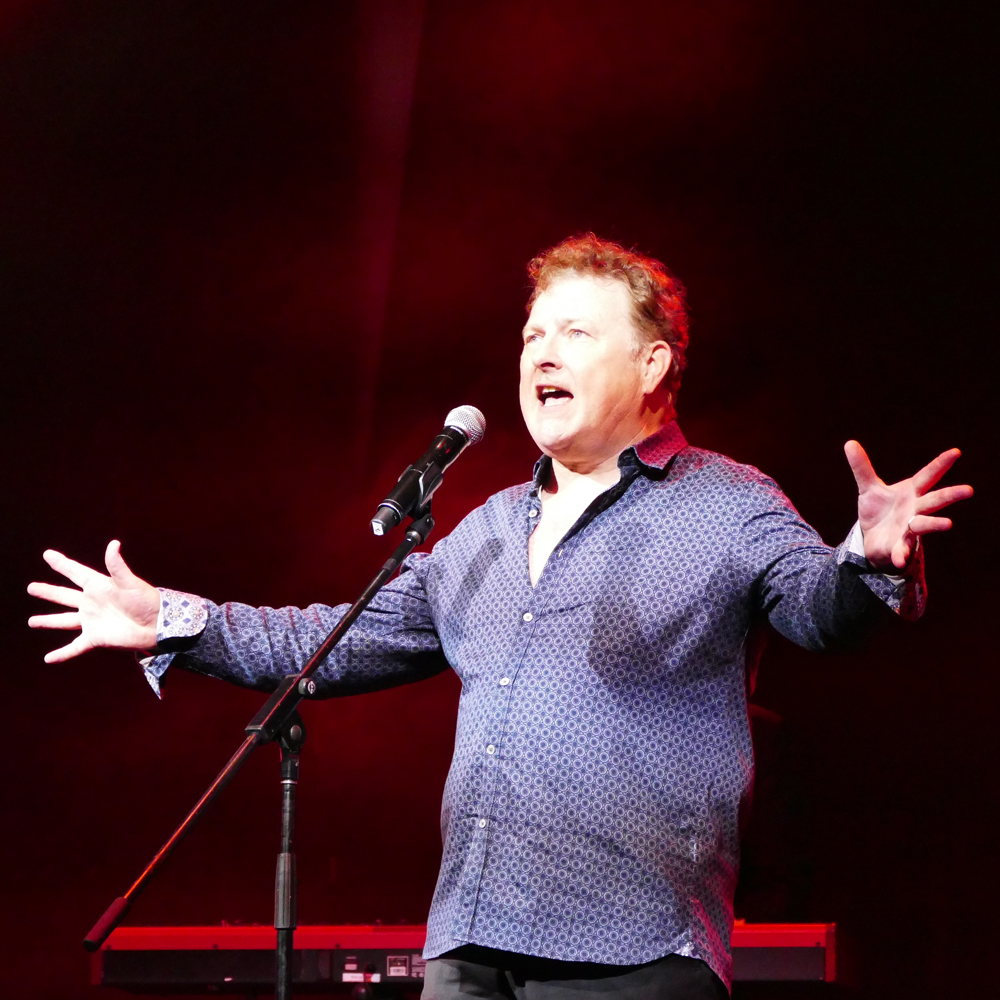
Ross Wilson en 2015.

En 1969, le chanteur et guitariste australien Ross Wilson (en) se trouve à Londres, où il a été invité à rejoindre le groupe de rock psychédélique Procession (en). Durant son séjour en Angleterre, il tombe dans le Sunday Times Magazine (en) sur une photographie d'Afro-Américains en train de danser. La légende indique qu'ils « font l'eagle rock » (« do the eagle rock »), une expression qui frappe Wilson. Il commence à écrire quelques paroles autour d'un riff de guitare.
Procession se sépare en 1970 et Wilson rentre en Australie. En manque d'argent, il est contraint d'accepter un petit boulot dans un hôtel pour financer son retour. Eagle Rock fait partie des chansons qu'il peaufine durant cette période, bien qu'il n'ait pas de guitare avec lui. De retour à Melbourne, il fonde un nouveau groupe de rock progressif, Sons of the Vegetal Earth, dont le répertoire scénique comprend une version primitive de Eagle Rock.
Fin 1970, Wilson met sur pied Daddy Cool avec trois membres des Sons : le guitariste Ross Hannaford (en), le bassiste Wayne Duncan (en) et le batteur Gary Young (en). L'objectif du quatuor est de jouer une musique plus simple et légère que celle des Sons. Le public s'avère réceptif au rock 'n' roll que propose Daddy Cool et les quatre musiciens abandonnent les Sons of the Vegetal Earth.
Le groupe enregistre son premier album, Daddy Who? Daddy Cool (en), en l'espace d'une semaine à peine aux studios Armstrong (en) de Melbourne sous la houlette du producteur Robie Porter (en). Sur les onze chansons qu'il contient, Eagle Rock est celle qui bénéficie de la plus grande attention. Wilson est persuadé qu'il s'agit d'un tube en puissance et la maison de disques Sparmac (en) est d'accord, au point de faire mastériser le morceau à Los Angeles, avec un équipement de pointe indisponible sur le sol australien.

### Parution et accueil
Eagle Rock apparaît en face A du premier 45 tours de Daddy Cool, publié sous l'étiquette Sparmac en mai 1971. Le succès est immédiat : il se classe en tête du hit-parade australien pendant dix semaines et devient le single le plus vendu de l'année 1971. L'album Daddy Who? Daddy Cool réalise lui aussi d'excellentes ventes. Au gré des rééditions, la chanson refait son entrée dans les charts australiens en 1982 à la 17e place et devient également no 1 en Nouvelle-Zélande en 1990.
Le jeune Chris Löfvén (en) réalise pour Eagle Rock l'un des premiers clips de l'histoire du rock australien. Il présente les membres du groupe dans les rues de Melbourne, ainsi que des extraits de la performance de Daddy Cool au Myponga Pop Festival (en) le 30 janvier 1971.

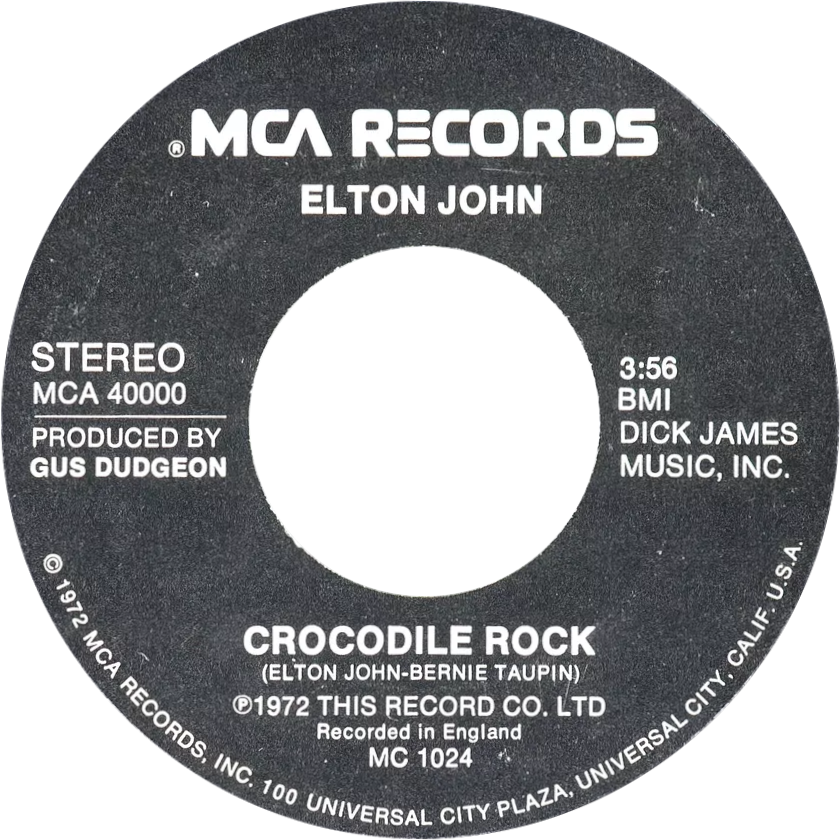
Crocodile Rock aurait été inspirée par Eagle Rock.

Elton John et Bernie Taupin découvrent la chanson pendant la tournée australienne du premier en 1971. Elle leur aurait inspiré Crocodile Rock, un morceau au son similairement rétro qui sort en single en 1972 et rencontre un grand succès dans le monde entier,.

### Postérité
Eagle Rock est l'une des chansons les plus célèbres et appréciées de l'histoire du rock australien. Elle sert d'hymne à deux équipes sportives : les Manly-Warringah Sea Eagles, un club de rugby à XIII basé à Sydney, et les West Coast Eagles, un club de football australien basé à Perth.
En 2001, l'Australasian Performing Right Association (APRA) (en) interroge une centaine de personnalités de l'industrie musicale australienne afin d'établir un classement des 30 meilleures chansons d'Australie depuis sa fondation en 1926. Eagle Rock arrive en deuxième position des suffrages, derrière Friday on My Mind des Easybeats. La National Film and Sound Archive l'ajoute en 2010 à Sounds of Australia (en), sa collection d'enregistrements audio jugés importants dans l'histoire de l'Australie.

## Fiche technique

### Chansons
| 1. | Eagle Rock | Ross Wilson (en)                 | 4:07 |
| 2. | Bom Bom    | Ross Wilson, Ross Hannaford (en) | 2:34 |

| 1. | Eagle Rock      | Ross Wilson                 | 4:07 |
| 2. | Daddy Rocks Off | Ross Wilson                 | 4:34 |
| 3. | Bom Bom         | Ross Wilson, Ross Hannaford | 2:34 |

### Interprètes
- Ross Wilson (en) : chant, guitare rythmique
- Ross Hannaford (en) : guitare solo, chœurs
- Wayne Duncan (en) : basse, chœurs
- Gary Young (en) : batterie, chœurs

### Équipe de production
- Robie Porter (en) : producteur
- Roger Savage : ingénieur du son

### Classements et certifications
| Classement                    | Meilleure position | Année |
| ----------------------------- | ------------------ | ----- |
| Australie (Kent Music Report) | 1                  | 1971  |
| Nouvelle-Zélande (RMNZ)       | 1                  | 1990  |